# Festival de la Canción de San Remo 1956

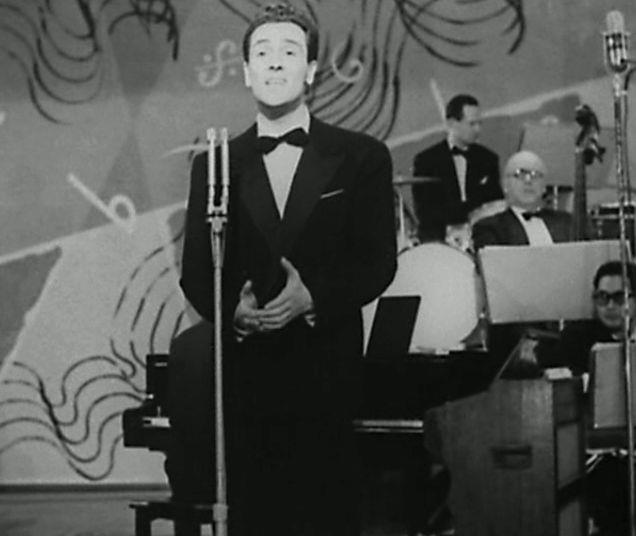
Gianni Marzocchi en el Festival de la Canción de San Remo 1956

El VI Festival de la Canción de San Remo se celebró en San Remo del 8 al 10 de marzo de 1956. Aquel año los organizadores decidieron que las canciones las cantarían cantantes debutantes, para hacer de este modo que el Festival volviera a ser un «concurso de canciones» y no una competición entre intérpretes. Entre 6 646 candidatos, solo fueron seleccionados 6 cantantes: Luciana Gonzales, Gianni Marzocchi, Ugo Molinari, Franca Raimondi, Tonina Torrielli y Clara Vincenzi. Contrariamente a las 3 ediciones inmediatamente precedentes, cada canción fue cantada una sola vez.

## Clasificación, canciones y cantantes
1. Aprite le finestre (Pinchi-Virgilio Panzuti) Franca Raimondi
2. Amami se vuoi (Mario Panzeri-Vittorio Mascheroni) Tonina Torrielli
3. La vita è un paradiso di bugie (Diego Calcagno-Nino Oliviero) Luciana Gonzales
4. Il cantico del cielo (Alberto Testa-Carlo Alberto Rossi) Tonina Torrielli
5. La colpa fu (Gippi-Luciano Beretta-Eros Sciorilli) Ugo Molinari
6. Il bosco innamorato (Gian Carlo Testoni-Gorni Kramer) Tonina Torrielli
7. Albero caduto (Fiorelli-Mario Ruccione) Ugo Molinari
8. Musetto (La più bella sei tu) (Domenico Modugno) Gianni Marzocchi
9. Nota per nota (Guido Viezzoli) Ugo Molinari
10. Due teste sul cuscino (Gian Carlo Testoni-Furio Rendine) Ugo Molinari

### No finalistas
- Anima gemella (Gian Carlo Testoni-Carlo Alberto Rossi) Gianni Marzocchi y Clara Vincenzi
- È bello (Danpa-Vignali) Luciana Gonzales
- Ho detto al sole (Morbelli-Falco) Gianni Marzocchi
- Il trenino del destino (Cherubini-Schisa-Trama) Franca Raimondi
- Il trenino di latta verde (Gigante-Martelli-Neri) Clara Vincenzi
- Lucia e Tobia (Mario Panzeri-Giovanni D'Anzi) Gianni Marzocchi y Franca Raimondi
- Lui e lei (Simoni-Faccenna-Casini) Clara Vincenzi
- Parole e musica (Rastelli-Silvestri) Luciana Gonzales
- Qualcosa è rimasto (Pinchi-Spaggiari) Tonina Torrielli
- Sogni d'or (Costanzo-Maschio) Franca Raimondi y Clara Vincenzi

## Reglamento
Los dos primeros días se presentaron dos canciones cada noche. Al terminar cada noche los jurados eligen las 5 canciones que pasan a la final y las 5 eliminadas. Durante la tercera noche se celebró la final. Para este año se retiró la «doble ejecución» de las canciones.

## Festival de Eurovisión
La RAI utilizó esta edición del Festival de la Canción de San Remo para elegir las dos canciones que representarían a Italia en la edición inaugural del Festival de la Canción de Eurovisión. Las canciones elegidas fueron «Aprite le finestre» y «Amami se vuoi», primera y segunda en San Remo. Se desconoce en qué posición quedaron las canciones italianas en el Festival.